# Palmer's ELP Live 2
Palmer's ELP Live in the USA 2014, è il primo album dei Carl Palmer's ELP Legacy, gruppo britannico di rock progressivo.

## Tracce
1. Rondeau Des Indes Galantes
2. Toccata and Fugue in D Minor
3. Mars, The God Of War
4. Tarkus
5. The Barbarian
6. Fanfare for the Common Man
7. Nutrocker

## Formazione
- Paul Bielatowicz - voce, chitarra
- Simon Fitzpatrick - basso
- Carl Palmer - batteria